# Тимірязєво (Тимірязєвський район)
Тиміря́зєво (каз. Тимирязев) — село, центр Тимірязєвського району Північноказахстанської області Казахстану. Адміністративний центр Тимірязєвського сільського округу.
Населення — 4167 осіб (2021; 4601 у 2009, 5592 у 1999, 6597 у 1989).
Національний склад станом на 1989 рік:
- росіяни — 53 %
- казахи — 26 %.

30 серпня 1971 року село Сули, яке було райцентром, приєднано до села Тимірязево, яке стало новим райцентром.